# Stenolophus iridicolor
Stenolophus iridicolor es una especie de escarabajo de tierra del género Stenolophus, tribu Harpalini, subfamilia Harpalinae. Fue descrita científicamente por L. Redtenbacher en 1868.
La especie se mantiene activa durante todos los meses del año.

## Distribución
Se distribuye por Japón y Corea.